# 戴维·福克斯
戴维·福克斯（英語：David Fox，1971年2月25日—），美国男子游泳运动员。他曾代表美国参加1996年夏季奥林匹克运动会游泳比赛，获得男子4×100米自由泳接力金牌。